# Temple des Lions ailés

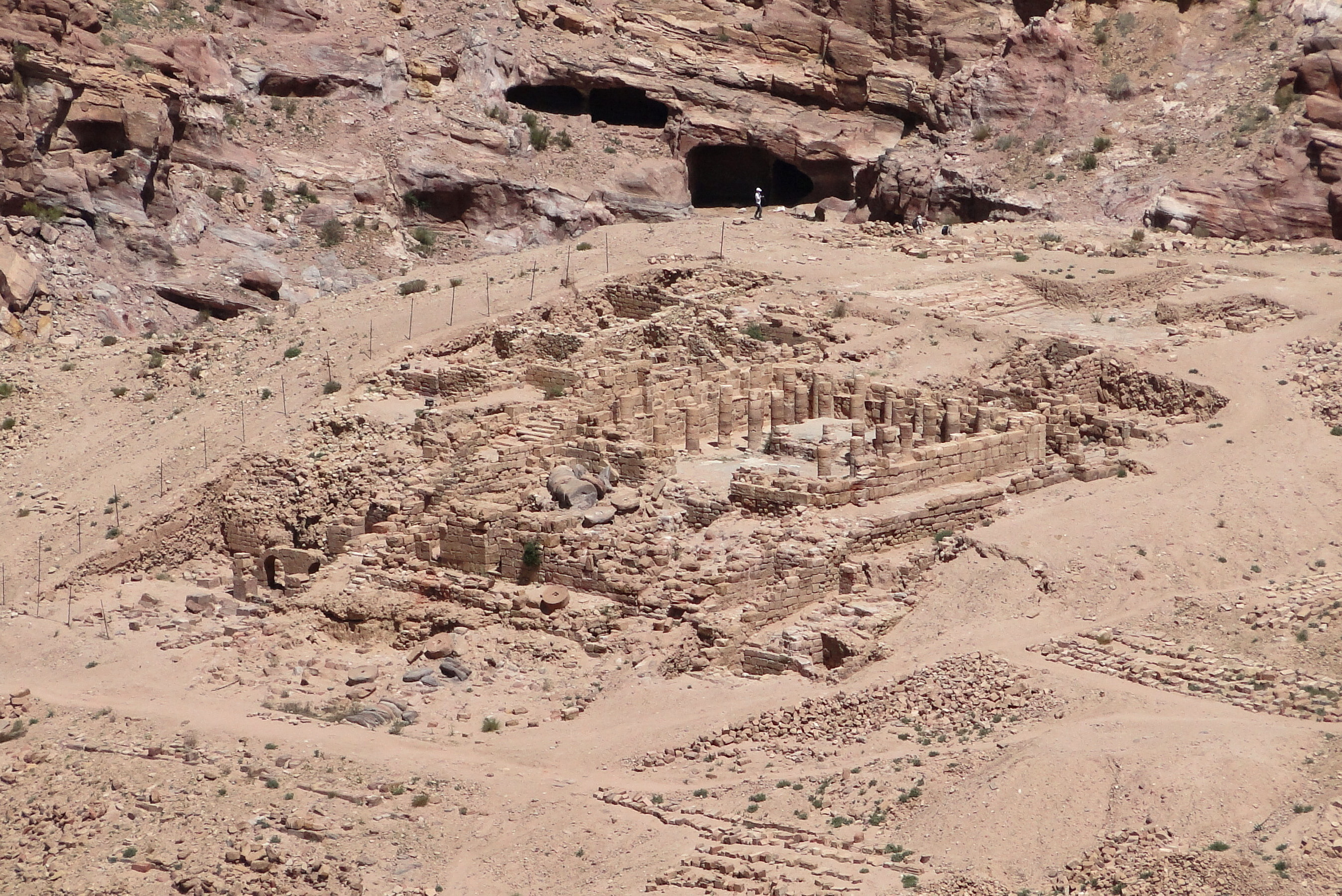
Ruines du temple des Lions ailés.

Le temple des Lions ailés est un grand complexe de temples nabatéens situé à Pétra, en Jordanie, et daté du règne du roi Aretas IV (9 av. J.-C. - 40 ap. J.-C.). Le temple est situé dans le quartier dit sacré de Pétra, une zone située à l'extrémité de la principale rue à colonnades de Pétra, qui comprend deux temples majestueux, le Qasr al-Bint et, en face, le temple des Lions ailés sur la rive nord du Wadi Musa.
Le temple est probablement dédié à la figure de la déesse suprême des Nabatéens, mais l'identité exacte de cette déesse est incertaine. Le temple pourrait être dédié à Dédoun le dieu nubien de la chance, qui est symbolisé par des lions. Car Altranelsa a promu Osiris-Dedun 300 ans plus tard dans la région de Gebel Barkal en construisant des temples aux symboles similaires.
Le temple des lions ailés a été détruit lors du tremblement de terre de 363.
L'analyse de l'architecture, des biens et des pratiques associés au temple des lions ailés offre des informations précieuses sur la religion, l'économie et la culture nabatéennes. Les inscriptions trouvées dans le temple donnent un aperçu des détails de la loi et de l'ordre nabatéen associés au rituel religieux, au culte, à l'allocation et à la génération des revenus du temple.

## Construction et configuration

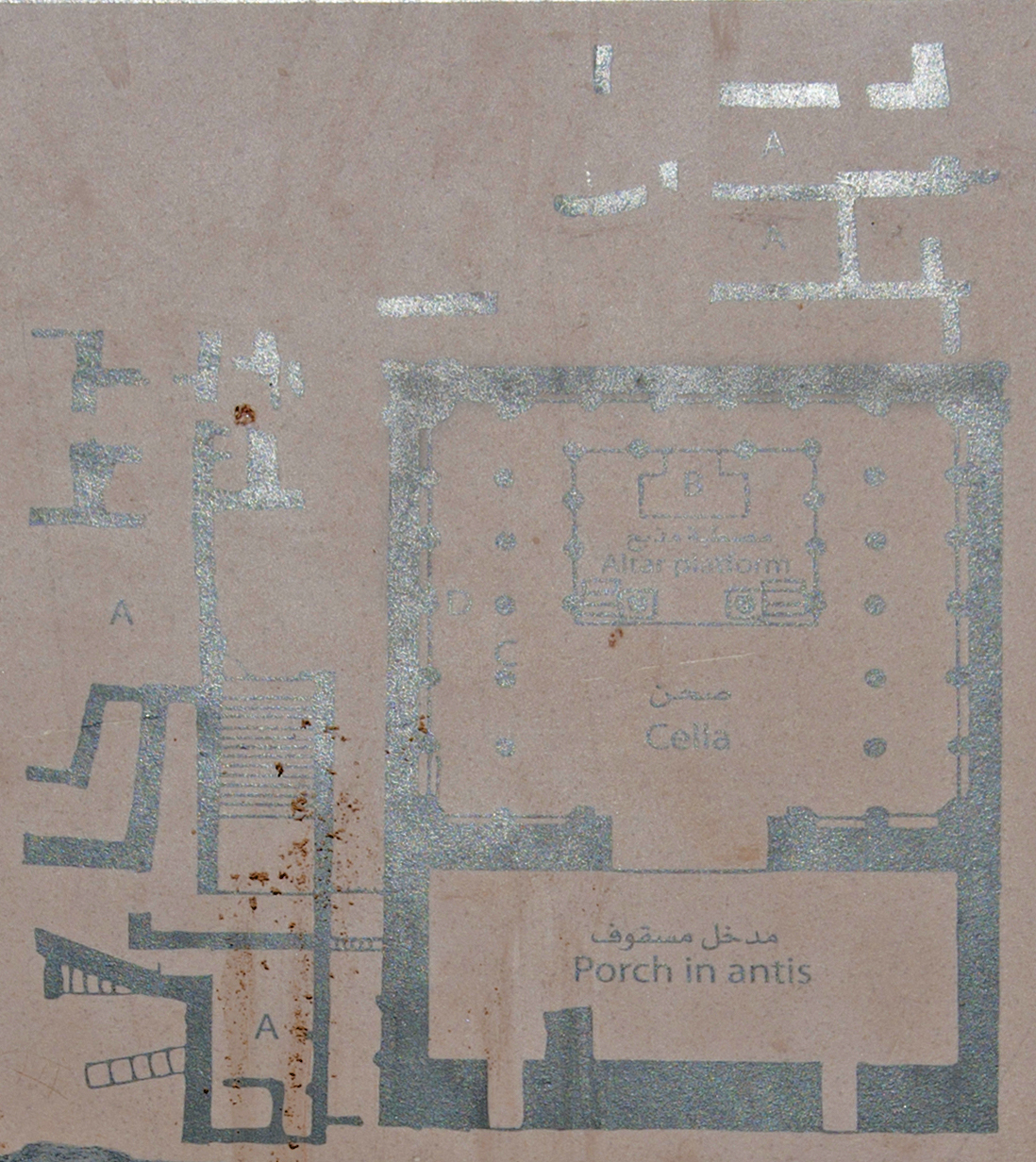
Plan du site.

La grande entrée du temple consiste en une grande colonnade double de 85 m de long qui se termine par un porche de 9,5 m de long flanqué de part et d'autre de grandes colonnes. Cette porte mène ensuite à une cella de 100 m2 flanquée d'un mélange de colonnes engagées et debout. À l'intérieur du temple ont été trouvés des fragments de douze colonnes surmontées de figures de lions ailés, donnant au temple son nom moderne. En face de la porte se trouvent deux séries d'escaliers menant à une plate-forme surélevée et à un autel avec des niches construites dans les murs derrière lui. Ces niches contenaient des figurines religieuses, des offrandes et d'autres objets,.
Au sud-ouest et à l'ouest du temple se trouve un complexe de structures murales divisant les pièces à l'intérieur d'un espace singulier et massif, dont on pense qu'il abritait une variété d'ateliers différents dédiés à la peinture, au travail du métal, du marbre et du grain, ainsi qu'à la production d'autres objets destinés à être utilisés à l'intérieur du temple lui-même et à l'exportation. On sait peu de choses sur le côté est du temple, si ce n'est qu'il contenait un grand canal de drainage souterrain.
Les murs intérieurs du temple étaient à l'origine décorés de stuc, de marbre et/ou de plâtre et peints en rouge vif, vert, jaune, noir et blanc, et ornés de fresques complexes rappelant les scènes d'initiation grecques de Pompéi. Cependant, le temple a été réaffecté en plusieurs phases tout au long de son existence et la décoration a finalement été repeinte dans des tons neutres en même temps que de nouveaux motifs floraux et des bases en marbre ont été appliqués aux colonnes debout dans l'espace. Bien que la date exacte de cette modification soit inconnue, on pense qu'elle a été ordonnée par le successeur du roi Aretas IV, le roi Malichos II.

## Objectif et usage

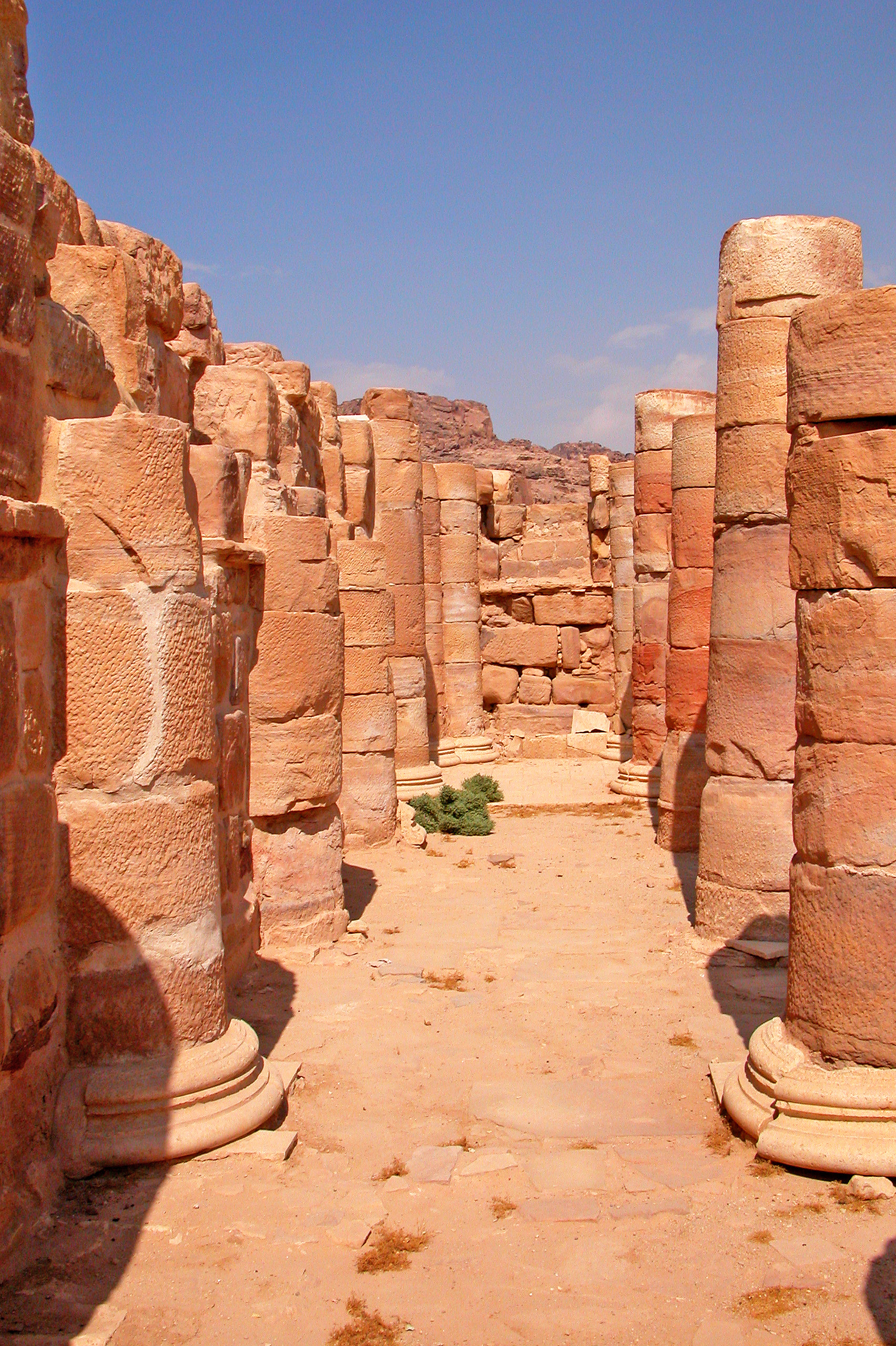
Détail des ruines du Temple des Lions ailés.

### Religion
Le temple était sans doute dédié à la déesse suprême des Nabatéens, comme le suggère une inscription trouvée sur un bétyle oculaire dans le temple, l'un des objets les plus emblématiques retrouvés dans la tombe, une stèle calcaire carrée décorée de deux yeux et d'un long nez, représentant la déesse et très probablement utilisée comme objet de culte.
On pense que le visage appartient à Al-Lat, Al-Uzza, Atargatis (une déesse de la fertilité syrienne), à la déesse grecque Aphrodite ou à la déesse égyptienne Isis. Une petite statuette représentant Osiris et une Isis en deuil (datée du VIe siècle av. J.-C.) a également été retrouvée, ainsi que des fragments de schiste vert d'une statuette de style Nouvel Empire d'un prêtre tenant un Osiris momifié, indiquant une possible diffusion des pratiques cultuelles d'Osiris/Isis de l'Égypte à Pétra. La présence de cet objet suggère que le temple servait d'espace de rituel et de culte religieux, dont la plupart se déroulaient dans la cella du temple. Cependant, on ignore qui pouvait participer à ces cérémonies.
Les implications de l'identité de la déesse laissent beaucoup de place à la spéculation. Un temple conçu pour vénérer Al-Uzza, une déesse préislamique étroitement associée à l'eau, permettrait de comprendre à la fois l'aspect religieux de la gestion de l'eau et la relation de l'eau avec les Nabatéens de Pétra. Une dédicace à Isis, cependant, peut suggérer une forte diffusion de la pratique cultuelle osirienne égyptienne dans la région et/ou un lien possible entre Isis-Osiris et Al Uzza-Dusarès. On ne sait pas si les Nabatéens ont pu ou non vénérer Isis et/ou Osiris car, en raison des différences de style et de datation, les statuettes de style égyptien ont pu être apportées et jetées sur le site par des passants égyptiens.

### Économie

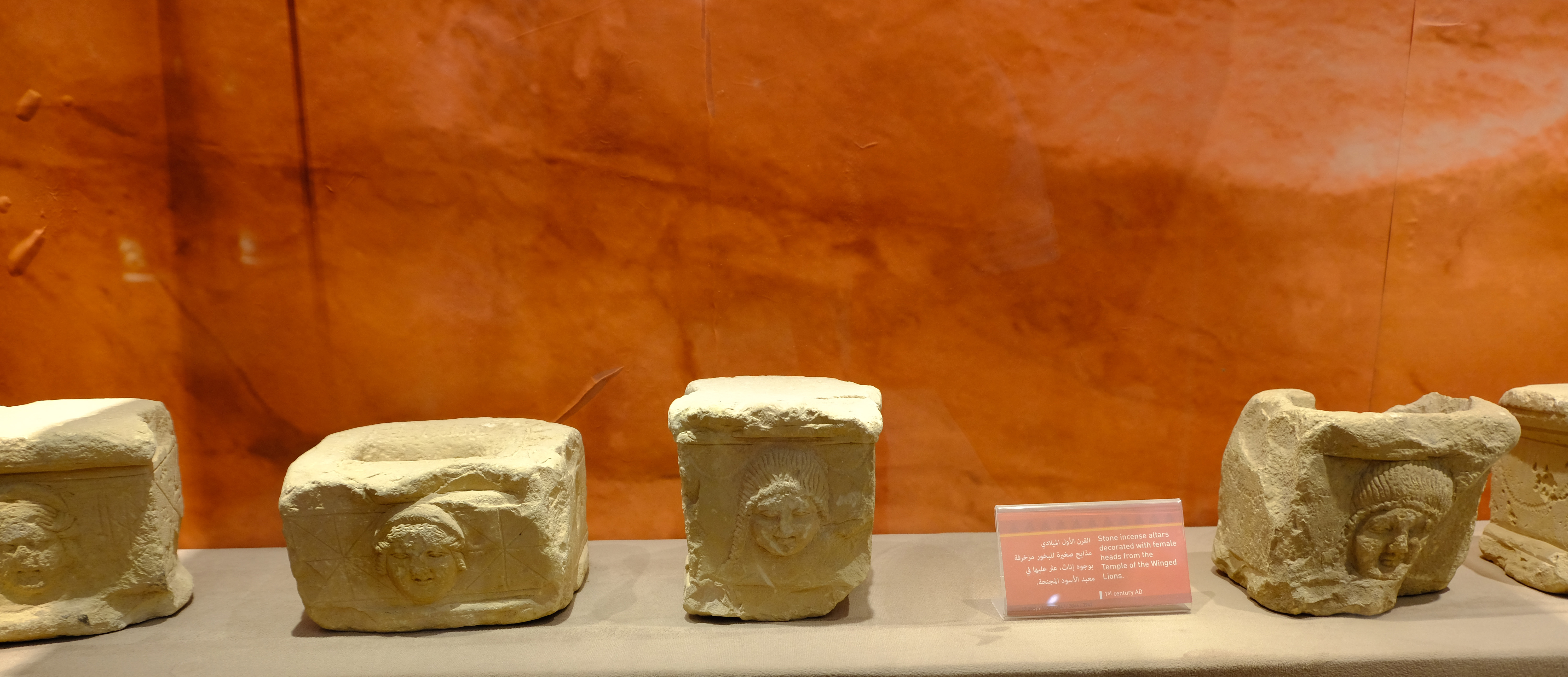
Encensoirs du temple des lions ailés.

Abritant un vaste complexe d'ateliers spécialisés, le côté ouest du temple des Lions ailés avait également une fonction unique en tant que lieu de fabrication de figurines en marbre, d'articles en fer et en bronze, d'autels religieux, de céramiques peintes, de crochets pour suspendre les viandes et les volailles et même d'articles de luxe tels que des huiles, des parfums, de l'encens et de la myrrhe provenant du sud de l'Arabie et destinés à être expédiés dans le monde romain.
Le contrôle d'une multitude de marchandises destinées à l'exportation assurait au temple un certain degré d'autosuffisance financière qui pouvait également être favorisé par les touristes de passage. Ce dernier point est mis en évidence par une variété de petits autels « souvenirs » portables découverts dans le temple. En outre, des fragments d'inscription destinés aux officiels du temple démontrent d'autres sources de revenus externes apportées au temple sous forme d'offrandes et distribuées aux prêtres et autres personnels. Une récente retraduction d'une inscription trouvée dans le temple mentionne le don de lingots d'or et d'argent au temple tout en exprimant le souci que ce paiement soit utilisé de manière adéquate pour les besoins du temple, exclusivement, mettant en évidence un possible détournement préexistant des revenus du temple par les prêtres de Petra.

## Fouilles

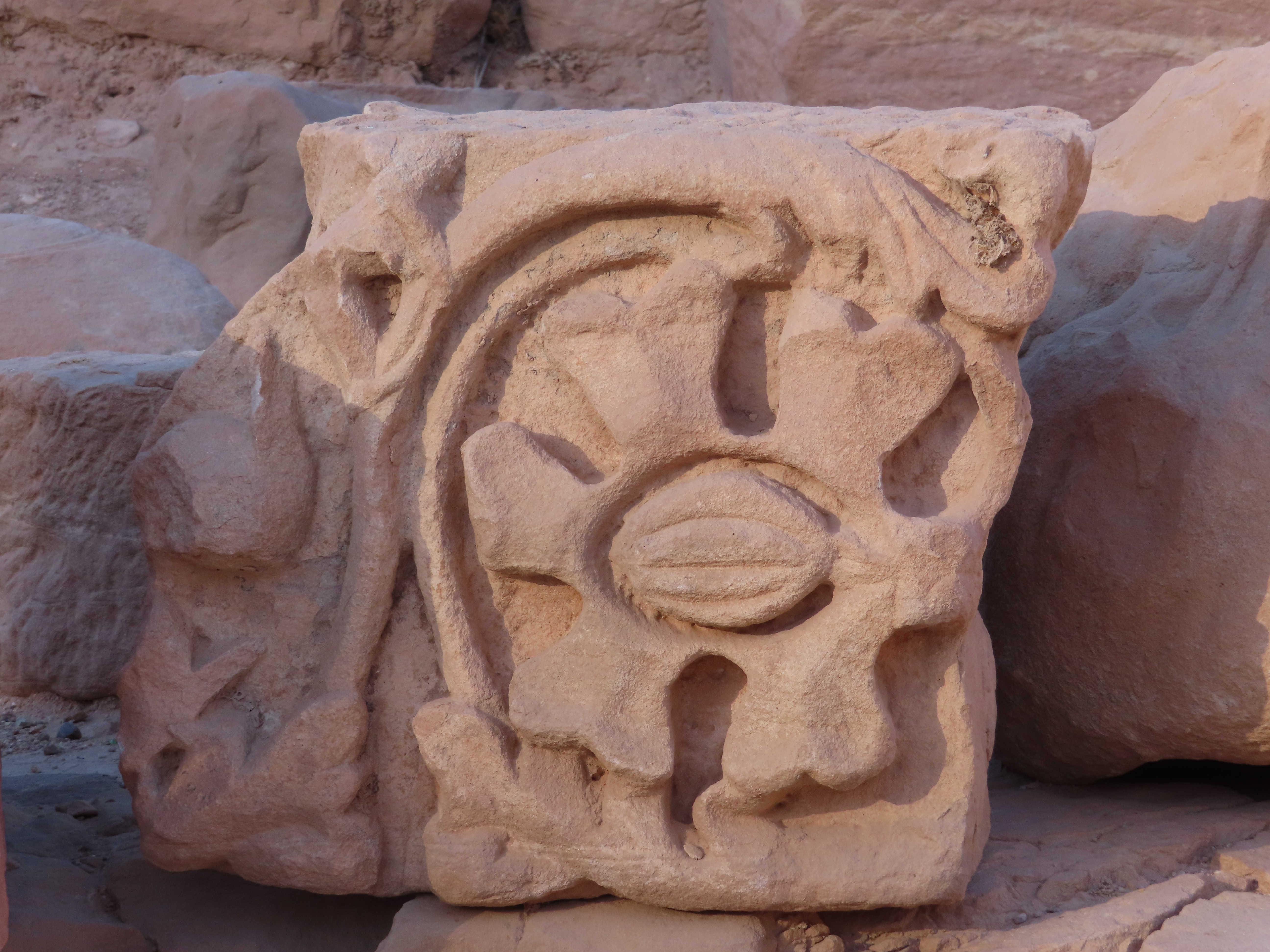
Décorations du Temple des Lions ailés.

Si le temple a été remarqué pour la première fois par les archéologues occidentaux R.E. Brünnow et A. von Domaszewski en 1897, les véritables fouilles archéologiques n'ont commencé qu'en 1973 sous la direction de Phillip C. Hammond et de l'American Expedition to Petra (AEP). Les fouilles se sont poursuivies au XXIe siècle, la plupart des travaux sur le terrain ayant été achevés par l'AEP en 2005. Plus de 2 000 unités stratigraphiques individuelles ont été identifiées, chacune d'entre elles correspondant à des changements de styles de construction, d'utilisation et d'événements liés à la préservation et à la destruction.

## Restaurations
De 1974-1990, de premiers travaux de conservation ont lieu dans la zone de fouilles du temple des Lions Ailés.
En 2009, l'initiative de gestion des ressources culturelles du Temple des Lions ailés (TWLCRM) a été lancée par le Parc archéologique de Pétra (PAP) et le Département des antiquités de Jordanie (DOA) dans un effort renouvelé pour préserver et réhabiliter le site. « La documentation approfondie, la conservation responsable et la participation de la communauté locale à chaque étape du processus étaient les points forts de la TWLCRM », explique Mickel. « Une équipe centrale de cinq membres de la communauté locale du village bédouin d'Umm Sayhoun en Jordanie a supervisé les fouilles, la conservation et la documentation du site. TWLCRM a également engagé des équipes plus importantes de membres de la communauté locale pour quelques semaines à la fois, en faisant tourner les membres de cette équipe pour inclure et former autant de personnes de la région que possible. »
En 2016, la recherche de la roche-mère sur le site a constitué la première étape de la stabilisation de la région. En outre, les tranchées non remplies et les cicatrices laissées par les projets d'excavation antérieurs continuent d'être remblayées et les espèces végétales indigènes réintroduites dans le paysage afin de sécuriser à nouveau les sols supérieurs et de contribuer à l'amélioration environnementale du site. L'initiative a également pris des mesures pour impliquer les populations autochtones locales dans les efforts de restauration afin de favoriser une relation plus étroite entre les recherches archéologiques en cours à Petra et les communautés bédouines souvent marginalisées qui vivent sur le site et aux alentours.